# Sione Molia
Sione Molia (5 de setembro de 1993) é um ruguebolista de sevens neozelandês.

## Carreira
Sione Molia integrou o elenco da Seleção Neozelandesa de Rugby Sevens quinto colocada nos Jogos Olímpicos Rio 2016.